# Naididae
Naididae är en familj av ringmaskar. Naididae ingår i klassen gördelmaskar (Clitellata).

## Dottertaxa till Naididae, i alfabetisk ordning

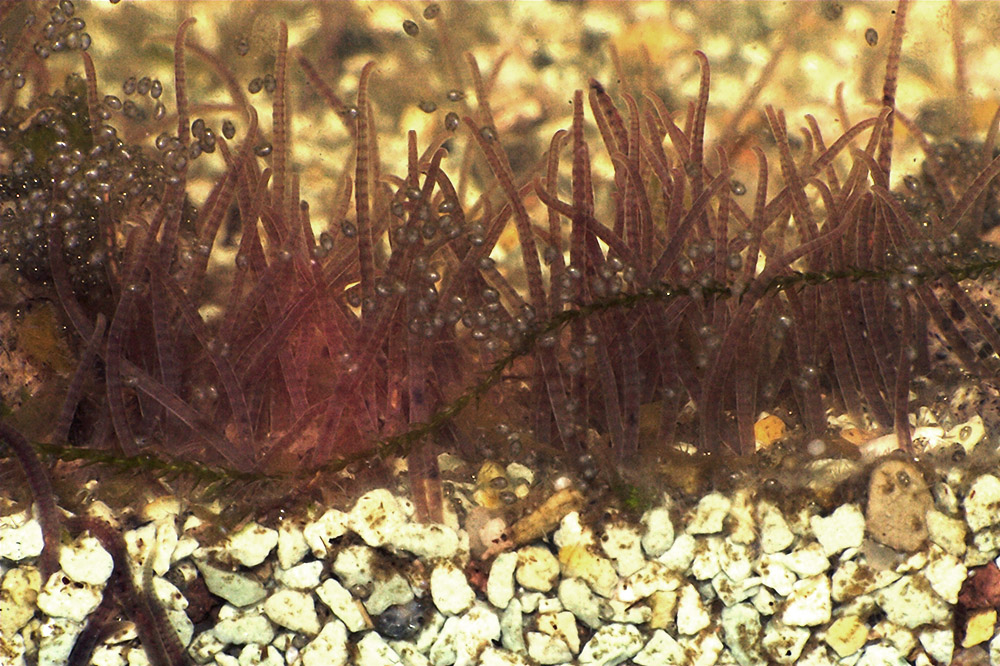
Tubifex förankrat i sjöbotten

## Dottertaxa till Naididae, i alfabetisk ordning[3][2][1]
- Abyssidrilus
- Adelodrilus
- Ainudrilus
- Aktedrilus
- Albanidrilus
- Allonais
- Amphichaeta
- Antipodrilus
- Arcteonais
- Arctodrilus
- Atlantidrilus
- Aulodrilus
- Aulophorus
- Bathydrilus
- Bermudrilus
- Bothrioneuron
- Bothrioneurum
- Branchiodrilus
- Branchiura
- Bratislavia
- Breviatria
- Chaetogaster
- Christerius
- Clitellio
- Coralliodrilus
- Dero
- Doliodrilus
- Duridrilus
- Epirodrilus
- Gianius
- Haber
- Haemonais
- Heronidrilus
- Heterochaeta
- Heterodrilus
- Homochaeta
- Ilyodrilus
- Inanidrilus
- Inermidrilus
- Isochaeta
- Isochaetides
- Jamiesoniella
- Jolydrilus
- Limnodriloides
- Limnodrilus
- Macquaridrilus
- Marcusaedrilus
- Marionidrilus
- Mexidrilus
- Milliganius
- Mitinokuidrilus
- Monopylephorus
- Naidium
- Nais
- Neonais
- Nootkadrilus
- Olavius
- Ophidonais
- Pacifidrilus
- Paractedrilus
- Parakaketio
- Paraktedrilus
- Paranadrilus
- Paranais
- Paupidrilus
- Pectinodrilus
- Peipsidrilus
- Peloscolex
- Peosidrilus
- Phallodriloides
- Phallodrilus
- Piguetiella
- Piquetiella
- Pirodriloides
- Pirodrilus
- Pontodrilus
- Potamothrix
- Pristina
- Pristinella
- Psammoryctides
- Pseudospiridion
- Quistradrilus
- Rhizodrilus
- Rhyacodrilis
- Rhyacodrilus
- Ripistes
- Rossidrilus
- Siolidrilus
- Slavina
- Smithsonidrilus
- Somalidrilus
- Specaria
- Spiridion
- Spirosperma
- Stephensoniana
- Stylaria
- Tasserkidrilus
- Tectidrilus
- Telliclio
- Telmatodrilus
- Teneridrilus
- Thalassodrilides
- Thalassodrilus
- Torodrilus
- Trasserkidrilus
- Tubifex
- Tubificoides
- Uncinais
- Uniporodrilus
- Wapsa
- Varichaetadrilus
- Vejdovskyella